# 贝娅特丽克丝·施勒埃尔
贝娅特丽克丝·施勒埃尔（德語：Beatrix Schröer，1963年5月4日—），旧姓莱曼（Lehmann），德国女子赛艇运动员。她曾代表东德参加1988年夏季奥林匹克运动会赛艇比赛，获得一枚金牌。